# 1991 XZ
1991 XZ är en asteroid i huvudbältet som upptäcktes den 14 december 1991 av de båda japanska astronomerna Minoru Kizawa och Hitoshi Shiozawa vid Fujieda-observatoriet i Fujieda.
Asteroiden har en diameter på ungefär 4 kilometer.